# Modernidad tardía
Modernidad líquida (o modernidad tardía) es la caracterización de las actuales sociedades globales altamente desarrolladas como continuación (o extensión) de la modernidad, en lugar de como el pasaje a una nueva era enunciada como posmodernidad. Introducida como "modernidad líquida" por el sociólogo polaco-británico Zygmunt Bauman, la modernidad tardía está marcada por las economías capitalistas globales, con su privatización creciente de servicios y la revolución de la información. Si bien las definiciones presentan variaciones entre los autores, se refieren a un conjunto similar de fenómenos y pueden, de este modo, ser entendidas conjuntamente.

## Concepto
Sociólogos y teóricos sociales como Scott Lash, Ulrich Beck, Zygmunt Bauman y Anthony Giddens, mantienen (contra los posmodernistas) que la modernidad continúa en la era contemporánea, por lo que es mejor concebirla como un estado de modernidad tardía. A partir de los cambios sociales y tecnológicos ocurridos desde los 1960s, el concepto de "modernidad tardía" propone que las sociedades contemporáneas son una continuación clara de transiciones institucionales y desarrollos culturales modernos. 
El concepto de modernidad tardía se construye contra el telón de fondo de un mundo fragmentado de identidades en competencia y contraste, y culturas de estilo de vida. La matriz de la personalidad moderna tardía es la manera ambigua en que las relaciones sociales fluidas afectan a los individuos, produciendo un sí mismo reflexivo y múltiple.
Esta teoría de la sociológica explica cómo las condiciones en las que actúan los miembros de una sociedad cambian más rápido de lo que tardan en consolidarse en hábitos y rutinas. Las costumbres se han sustituido por las modas, esto produce que las ideas no se solidifiquen en las sociedades, sino que fluyan y se modifiquen constantemente a pasos acelerados.

### Versus Posmodernidad
Estos autores se refieren a un proceso de modernización reflexiva: en palabras de Giddens, "las prácticas sociales son constantemente examinadas y reformadas a la luz de la información sobre aquellas prácticas, alterando de este modo su carácter constitutivo". La modernidad tiende ahora a ser autorreferencial, en vez de ser definida por oposición al tradicionalismo, como lo fue durante la modernidad clásica.
Anthony Giddens no niega que haya ocurrido cambios importantes desde los albores de la modernidad, pero argumenta que no hemos abandonado verdaderamente la modernidad. Por el contrario, la modernidad de las sociedades contemporáneas es una modernidad desarrollada, radicalizada, "tardía" —pero todavía modernidad, no posmodernidad. En tal perspectiva, el posmodernismo aparece sólo como una versión hiper-tecnológica de modernidad.

### Modernidad líquida
Zygmunt Bauman -quien introdujo la idea de modernidad líquida- escribió sobre sus consecuencias en los individuos, concretamente aumentando sentimientos de incertidumbre y una privatización de la ambivalencia. Se trata, para este autor, de una continuación caótica de la modernidad, donde una persona puede cambiar de una posición social a otra de manera fluida y reiterada. La modernidad líquida, según Bauman, está marcada por cambios constantes, inciertos y acelerados que, entre otras cosas, llevan a dar más valor al índice de consumo y productividad laboral de una persona al cuidado que requiere cuando llega a una edad de vejez. El nomadismo deviene un rasgo general del hombre líquido moderno, mientras fluye a través de su propia vida como un turista, cambiando sitios, trabajos, cónyuges, valores y a veces más —como su orientación política o sexual— excluyéndose de las redes tradicionales de contención.
Bauman acentúa la nueva carga de responsabilidad que el modernismo líquido coloca en los individuos, en donde los patrones tradicionales son reemplazados por otros auto-escogidos. La expresión “modernidad líquida” busca definir un modelo social que implica “el fin de la era del compromiso mutuo”, donde el espacio público retrocede y se impone un individualismo que lleva a “la corrosión y la lenta desintegración del concepto de ciudadanía” La entrada a la sociedad globalizada está abierta para cualquiera con su propia posición y capacidad de pago, de modo similar a como era la recepción de los viajeros en los viejos caravasar.
El resultado es una mentalidad normativa con énfasis en el cambio más que en la permanencia —en el compromiso provisorio más que permanente (o "sólido")—, que puede dirigir a la persona hacia la prisión de su propia creación existencial.

#### Sociedad líquida
La atomización de la sociedad es un fenómeno moderno derivado del proceso de postindustrialización, de la globalización económica y de los avances inéditos de la comunicación. En un mundo cada vez más conectado, las relaciones interpersonales se diluyen y las solidaridades se extinguen sustituidas por la virtualización de las redes sociales. La atomización afecta a todas las relaciones comunitarias tanto a las heredadas de la sociedad precapitalista como a las derivadas de las capacidades organizativas de resistencia de la nueva clase obrera en el momento de la gran acumulación capitalista e imperialista del siglo XIX: la sindical y la interna de las grandes empresas. Estas relaciones se han diluido en las grandes corporaciones actuales donde el poder es difícil de visibilizar, compartimentado en pequeñas empresas subsidiarias. La atomización empresarial coincide con la atomización de las decisiones ejecutivas dentro de las empresas. Los mandos intermedios siempre aluden a órdenes superiores del sistema, liberando su responsabilidad. Los ciudadanos pierden de vista la gestión de los asuntos que les conciernen en la ciudad y los usuarios el control de producto. A nivel judicial, político… la persona pierde autonomía y empoderamiento de las situaciones en concreto en las que parece que se le ofrecen continuamente capacidades decisorias.
Este proceso de desmigajamiento (desgajar y desmenuzar) general coincide con una concentración máxima del capital a nivel mundial por encima de las estructuras anteriores del Estado nación visible. El paradójico proceso ya fue planteado por Galbraith (2004) al describir la crisis de las corporaciones, en La economía del fraude inocente. La ley del mercado neoliberal y la no intervención estatal dejaban a las corporaciones el poder y estas se diluían en consejos cada vez más inalcanzables y descontrolados.